# Clásica Tierras del Ebro
La Clásica Tierras del Ebro (oficialmente: Clàssica Terres de l'Ebre Reserva de la Biosfera) es una carrera de un día profesional de ciclismo en ruta que se disputa en España, en la zona de las Tierras del Ebro, desde el año 2024.
Desde su creación, la carrera forma parte del UCI Europe Tour, dentro de la categoría 1.2 en su primera edición, con final en el Monte Caro, que fue ganada por el español Abel Balderstone. De cara a la segunda edición, ascendió a la categoría 1.1.

## Palmarés
| Año  | Ganador          | Segundo           | Tercero          |
| ---- | ---------------- | ----------------- | ---------------- |
| 2024 | Abel Balderstone | Joan Bou          | José Félix Parra |
| 2025 | Isaac Del Toro   | Christian Scaroni | Lukas Nerurkar   |

## Palmarés por países
| País   | Victorias |
| ------ | --------- |
| España | 1         |
| México | 1         |